# Stößen
Stößen là một thị xã ở the huyện Burgenland, bang Sachsen-Anhalt, Đức. Đô thị Stößen có diện tích 7,29 km², dân số thời điểm ngày 31 tháng 12 năm 2006 là 1036 người. Đô thị này nằm về phía đông nam của 
Naumburg. Đô thị Stößen thuộc Verwaltungsgemeinschaft ("đô thị tập thể") Wethautal.